# Suore oblate di Cristo Sacerdote
Le Suore Oblate di Cristo Sacerdote (in spagnolo Hermanas Oblatas de Cristo Sacerdote; sigla O.C.S.) sono un istituto religioso femminile di diritto pontificio.

## Storia
La congregazione fu fondata a Madrid il 25 aprile 1938 da José María García Lahiguera, futuro arcivescovo di Valencia, con l'aiuto di María del Carmen Hidalgo de Caviedes y Gómez.
L'istituto ricevette il pontificio decreto di lode il 24 gennaio 1967.

## Attività e diffusione
Le suore conducono vita contemplativa, di preghiera e penitenza, per la santificazione del clero e degli aspiranti sacerdoti.
Oltre che in Spagna, sono presenti in Perù; la sede generalizia è a Madrid.
Alla fine del 2015 l'istituto contava 81 religiose in 6 case.